# Acayucan (municipalité)
La municipalité d'Acayucan est l'une des 212 municipalités de l'État de Veracruz, et est située dans la partie sud-est de cet État, au Mexique. Elle est située au sud du golfe du Mexique, dans l'isthme de Tehuantepec, qui permet de relier les océans Atlantique et Pacifique entre eux par voie terrestre. L'essentiel de son territoire fait partie du bassin du fleuve Río Papaloapan, tandis qu'à l'est il confine avec le bassin du fleuve Río Coatzacoalcos. Son chef-lieu est la ville d'Acayucan, qui se trouve en situation de conurbation avec les villes voisines d'Oluta et de Soconusco. Elle fait également partie de la Région Olmeca, qui est l'une des subdivisions administratives de l'État de Veracruz.

## Géographie
Le territoire de la municipalité d'Acayucan s'étend d'est en ouest entre les confins du bassin du fleuve Río Papaloapan à l'est, et la rivière San Juan, affluente du Río Papaloapan, qui la borde à l'ouest. Elle est proche du massif volcanique de la Sierra de los Tuxtlas, qui se trouve plus au nord, tandis que la rivière San Juan prend sa source plus au sud, dans le massif montagneux de la Sierra Madre de Oaxaca. Son chef-lieu est la ville éponyme de Acayucan, qui se trouve à l'extrémité sud-est de son territoire, quasiment accolé aux deux villes voisines d'Oluta et de Soconusco. D'une superficie de 655,1 km2, la municipalité est peuplée de 80 815 habitants, pour une densité de 123,4 habitants par km2.
Elle fait partie de la "Zona metropolitana de Acayucan", composée des municipalités de Acayucan, Oluta et Soconusco.
Elle est limitrophe au nord des municipalités de Soteapan et de Hueyapan de Ocampo, à l'ouest de celle de Juan Rodríguez Clara, au sud de celles de San Juan Evangelista et de Sayula de Alemán et à l'est de celles d'Oluta et de Soconusco.

## Composition et démographie
La municipalité était composée en 2020 de 248 localités, dont 3 étaient considérées comme urbaines, les autres étant rurales.
| Localité             | Population |
| -------------------- | ---------- |
| Acayucan             | 48 567     |
| Dehesa               | 3438       |
| Corral Nuevo         | 3352       |
| Congregación Hidalgo | 1456       |
| Quiamoloapan         | 1430       |
| Reste des localités  | 22 572     |
| Total population     | 80 815     |

En plus de l'espagnol, plusieurs langues amérindiennes sont parlées dans la municipalité, dont les principales sont par ordre d'importance : le popoluca, le zapotèque, le nahuatl et le Tzotzil.

## Histoire
La localité de San Martín Acayucan reçoit en 1848 le statut de ville.

## Économie

### Agriculture et élevage
La superficie des parcelles semées représentait, en 2019 une surface totale de 13 421 hectares, parmi lesquels 8335 hectares voués à la culture du maïs, 3095 hectares voués à celle de la canne à sucre et 1425 hectares voués à celle du palmier africain.
En 2020, la production de viande par tonnes comprenait 4066,3 tonnes de viande bovine, 204,9 tonnes de viande porcine, 88,5 tonnes de viande ovine, 2500,8 tonnes de volailles et 6,3 tonnes de dinde. La superficie vouée à l'élevage représentait alors 49 527 hectares.